# Farletuzumab
Il farletuzumab o MORAb-003 è un anticorpo monoclonale umanizzato, studiato per il trattamento del tumore dell'ovaio.
Il farmaco è sviluppato dalla Morphotek, Inc.
Il target molecolare del farmaco è l'antigene FR-alpha.

### Farletuzumab
- (EN) Stan Kaye, Emerging Therapeutic Targets in Ovarian Cancer, Springer, 14 settembre 2010,  pp. 13–, ISBN 978-1-4419-7215-6.
- (EN) Dimitris Dogramatzis, Healthcare Biotechnology: A Practical Guide, CRC Press, 20 dicembre 2010,  pp. 302–, ISBN 978-1-4398-4746-6.